# Пецо Видимче
Пецо (Пеце) Стефанов Видимче (на македонска литературна норма: Пецо Видимче) е художник от Социалистическа република Македония.

## Биография
Роден е на 8 октомври 1921 година в Битоля, тогава в Кралството на сърби, хървати и словенци. В 1952 година завършва изобразително изкуство в Белград в класа на Недялко Гвозденович. Като стипендиант на фонда „Моша Пияде“ учи в Италия (1954) и Франция (1960). В 1953 година става член на Дружеството на художниците на Македония и участва във всичките му изложби. В 1955 година заедно с художниците Йован Димовски, Методия Ивановски - Менде, Перо Спировски и Борислав Траиковски формират групата ВДИСТ. Критиката оценява високо делата им. Видимче прависамостоятелни изложби в Битоля, Скопие и Куманово и участва в групови в Югославия, Великобритания и Италия. Преподава изобразително изкуство в гимназията „Георги Димитров“ в Скопие. Носител е на Ноемврийска награда за изобразително изкуство на Битоля за 1960 година, Ноемврийска награда за изобразително изкуство на Скопие за 1976 година, Трета награда на Изпълнителния съвет на Социалистическа република Македония, на „Македонски пейзаж“ и „Нерешки майстори“ на Дружеството на художниците на Македония, Скопие, 1977 година, „11 октомври“ за цялостно творчество на Социалистическа република Македония в 1982 година.
Умира на 12 ноември 2010 година в Скопие.